# Dicionário Ilustrado da Língua Portuguesa da Academia Brasileira de Letras
O Dicionário Ilustrado da Língua Portuguesa da Academia Brasileira de Letras  é um dicionário em língua portuguesa lançado pela Academia Brasileira de Letras.

## História
Publicado em 1972, ricamente ilustrado com fotografias em cores, e foi elaborado por Antenor Nascentes e com impresso e publicação pela Bloch Editores S/A, dirigida por Adolpho Bloch, na gestão de Austregésilo de Athayde como presidente da ABL e com consultoria de Josué Montello e de Raimundo Magalhães Júnior.

## Estrutura
A edição de 1972 foi organizado em 6 volumes que totalizaram 1720 páginas com medidas de 26cm de largura, 31cm de comprimento e cerca de 3 cm de altura.